# Shenzhou 3
Shenzhou 3 (chinesisch 神舟三号) startete am 25. März 2002 und war der dritte unbemannte Flug eines chinesischen Raumschiffs aus der Shenzhou-Serie. Diese Mission war der erste Shenzhou-Flug, der in der Lage gewesen wäre, einen Menschen mit in den Weltraum zu nehmen. Hauptziel war es, die Lebenserhaltungssysteme zu testen. An Bord war deshalb ein Testdummy, der physiologische Signale eines Menschen, wie etwa Herztöne, Puls, Atmung, Nahrungsaufnahme, Metabolismus und Körperausscheidungen, simulierte.

## Verbesserte Systeme
Aus finanziellen Gründen 
waren in dem am 21. September 1992 zunächst vom Ständigen Ausschuss des Politbüros der Kommunistischen Partei Chinas und anschließend vom Staatsrat der Volksrepublik China genehmigten „Projekt 921-1“ zum Bau eines bemannten Raumschiffs ursprünglich nur zwei unbemannte Testflüge vorgesehen, bevor eine bemannte Mission unternommen wurde.
Bei Rückkehr und Landung von Shenzhou 2 am 16. Januar 2001 hatten jedoch nicht alle Systeme funktioniert. Eine Untersuchung ergab, dass dies sowohl auf Konstruktionsfehler als auch auf Qualitätsmängel beim Bau des Raumschiffs zurückzuführen war. Die Ingenieure bei der Chinesischen Akademie für Weltraumtechnologie unter der Leitung von Qi Faren lernten aus ihren Fehlern und entwarfen ein verbessertes Landesystem. 
Außerdem sollte im Inneren des Raumschiffs eine bessere Verkabelung zum Einsatz kommen. Damit ergaben sich jedoch Probleme. 
Im Januar 2002, als sich das Raumschiff bereits auf dem Kosmodrom Jiuquan befand, bemerkten die Techniker bei der Routineüberprüfung vor dem Start eine Fehlfunktion an einer elektrischen Steckverbindung zwischen Raumschiff und Startrampe. Die Steckverbindung wurde ausgebaut und zurück in die Fabrik nach Peking gebracht, wo man versuchte, die Ursache des Fehlers zu finden. Auch mehrere hundert Techniker und Ingenieure, die für die Startvorbereitungen zum Kosmodrom gereist waren, mussten zurückkehren, etwas, das es bis dahin in der Geschichte der chinesischen Raumfahrt noch nicht gegeben hatte.
Am Ende stellte sich heraus, dass es sich nicht, wie ursprünglich angenommen, um ein Qualitätsproblem handelte, sondern dass der Stecker von Grund auf falsch konstruiert war. Die Nachrichtentechnik-Ingenieure um Yang Hong mussten einen völlig neuen Stecker entwerfen. Das Problem war, dass der Stecker im Raumschiff 77 mal verwendet wurde. Neukonstruktion, Herstellung und Überprüfung aller Kontakte dauerten drei Monate. Es hätte in dem Stecker zwar einen redundanten Reservekontakt gegeben, aber angesichts der Frage, ob man drei Monate warten oder das Risiko eines Fehlstarts in Kauf nehmen sollte, beschlossen Wang Yongzhi, der Technische Direktor des bemannten Raumfahrtprogramms, und sein Stab, den Start zu verschieben, bis das Problem von Grund auf gelöst war. Yang Hong und seine gesamte Abteilung erhielten Disziplinarstrafen.
Mittlerweile ist Yang Hong Mitglied der Chinesischen Akademie der Ingenieurwissenschaften und Technischer Direktor des Raumstationsystems beim bemannten Raumfahrtprogramm der Volksrepublik China.
China verfügte Anfang der 1990er Jahre zwar bereits über durchaus leistungsfähige Computer aus heimischer Herstellung,
Mikroprozessoren und Speicherbausteine, die für den Gebrauch in einem Raumschiff geeignet waren, mussten jedoch erst entwickelt werden. Auch das Schreiben der Software für die computergesteuerte Lageregelung gestaltete sich ausgesprochen schwierig. Erst bei Shenzhou 3 kam ein ausgereiftes System für Führung, Navigation und Steuerung des Raumschiffs zum Einsatz, wegen der englischen Bezeichnung Guidance, Navigation & Control auch „GNC“ genannt. Dieses System wurde danach für alle Shenzhou-Raumschiffe verwendet.
Zum Test des GNC-Systems wechselte Shenzhou 3 im Verlauf der Mission zweimal den Orbit. Der erste Wechsel erfolgte am 29. März um 10:15 UTC, als die Korrekturtriebwerke für acht Sekunden gezündet wurden und so das Raumschiff von der ursprünglich elliptischen in eine kreisförmige Bahn von 330,2 × 337,2 Kilometern brachten. Der zweite Wechsel erfolgte am 31. März. Shenzhou 3 flog mit einer Bahnneigung von 42,40°, die ersten beiden Flüge hingegen mit 42,59°.

## Rettungssysteme

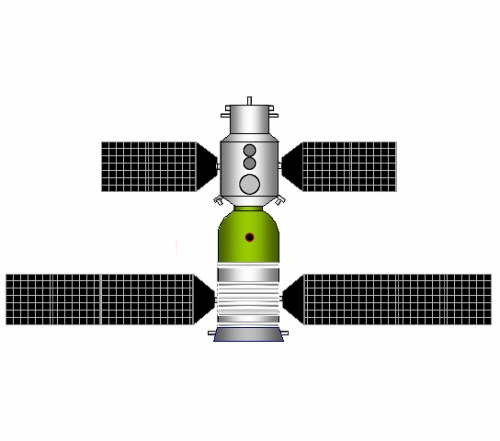
Shenzhou-Raumschiff in Startposition. Grün die Landekapsel, darüber das Orbitalmodul, darunter das Servicemodul. Die Solarmodule sind bis zum Eintritt in den Orbit zusammengefaltet und angeklappt.

Der Hauptzweck dieses Testflugs war eine Überprüfung des von der Akademie für Feststoffraketentriebwerkstechnik entwickelten Rettungsraketen-Systems, das bei Problemen ab 15 Minuten vor dem Start und bis 160 Sekunden (heute 120 Sekunden) nach dem Start, also während der Brennzeit der 1. Stufe, die Landekapsel mit dem darüber angeordneten Orbitalmodul von dem mit der Trägerrakete verbunden bleibenden Servicemodul absprengt, mit acht kleineren und vier größeren Triebwerken aus der Gefahrenzone befördert und so hoch trägt, dass eine Fallschirmlandung möglich ist.
Für den Fall, dass nach dem Brennende der 1. Stufe und dem darauf folgenden Abwerfen der Rettungsrakete noch ein Notfall eintritt, befinden sich an der Nutzlastverkleidung vier weitere kleine Feststoffraketen, die dann zum Einsatz kommen würden.
Außerdem wurden alle sieben hierbei verwendeten Ersatzsysteme getestet. Nach dem Eintritt in den Orbit verfügen die Raumfahrer bei einem Notfall über mehr als 180 manuell ausgelöste aber vorprogrammierte Sequenzen für eine vorzeitige Rückkehr – von den etwa 700.000 Programmzeilen in den Systemen des Raumschiffs dienen nur 30 % dem regulären Betrieb, 70 % kommen bei Notfällen zum Einsatz – die bei diesem Flug alle getestet wurden.
Dazu gibt es noch Systeme für eine rein manuelle Steuerung des Raumschiffs. Diese exzessive Redundanz war damals nicht unumstritten. Einige Ingenieure bei der Chinesischen Akademie für Weltraumtechnologie wiesen darauf hin, dass durch den Einbau eines Handsteuersystems die Konstruktion des Raumschiffs komplizierter und damit fehleranfälliger wurde. Am 16. Oktober 1993 hatte es jedoch bei dem Rückkehrsatelliten FSW-1 5 ein Problem bei der Lagesteuerung gegeben, sodass der Satellit, anstatt zur Erde zurückzukehren, in einen höheren Orbit wechselte und dort drei Jahre lang blieb.
Wenn es sich damals um eine bemannte Kapsel gehandelt hätte, hätte der Raumfahrer das ohne eine Möglichkeit zum manuellen Eingreifen nicht überlebt. Nach Rücksprache mit russischen Kosmonauten, die auf die entsprechenden Einrichtungen im Sojus-Raumschiff hinwiesen, gaben die Ingenieure ihren Widerstand gegen die Handsteuerung auf.

## Nutzlasten
An Bord von Shenzhou 3 wurden 44 verschiedene Experimente durchgeführt, wobei unter anderem ein bereits bei Shenzhou 2 erprobter Schmelzofen des Forschungsinstituts für weltraumbezogene technische Physik der  Chinesischen Akademie für Weltraumtechnologie zur Erforschung des Kristallwachstums in annähernder Schwerelosigkeit zum Einsatz kam. In diesem, stromsparend arbeitenden Gerät konnten sechs mitgeführte und einzeln bearbeitbare Materialproben auf eine präzise einstellbare Temperatur von bis zu 950 °C erhitzt werden; die Außenschale des Geräts erwärmte sich dabei auf nicht mehr als 40 °C.
Die anspruchsvollste Nutzlast war ein vom Shanghaier Institut für technische Physik der Chinesischen Akademie der Wissenschaften entwickeltes Spektroradiometer mittlerer Auflösung (Moderate Resolution Imaging Spectroradiometer, kurz „MODIS“), mit dem sowohl die Wellenlänge als auch die Amplitude einer Lichtquelle gemessen werden konnte. Bei der Shenzhou-3-Mission war man an der Konzentration von Chlorophyll und Schwebstoffen im Südchinesischen Meer interessiert, wofür das Gerät über 20 Kanäle im sichtbaren Licht zwischen 403 und 803 nm und 10 Kanäle im nahen Infrarotbereich zwischen 843 und 1043 nm verfügte, einen Nahinfrarot-Kanal bei 2,15–2,25 µm sowie drei Kanäle im thermischen Infrarotbereich (8,4–8,5 µm, 10,3–11,3 µm und 11,5–12,5 µm). Das Gerät besaß eine Auflösung von etwa 400 m und eine Schwadbreite von 700 km.
Eine weiterentwickelte Version dieses Instruments kam bei dem am 14. November 2017 gestarteten Wettersatelliten Fengyun-3D zum Einsatz, wo es seit dem 30. November 2018 zum Auffinden von Quellen für Umweltverschmutzung dient.

## Landung
Nach 107 Erdumrundungen und nachdem bei den Tests alle Systeme einwandfrei funktioniert hatten, landete die Rückkehrkapsel  am 1. April 2002 um 08:51 UTC ohne Probleme in der Inneren Mongolei.
Das Orbitalmodul trat, nachdem die Experimente an Bord noch bis September 2002 weitergelaufen waren, am 12. November 2002 über der Südhalbkugel in die Atmosphäre ein und verglühte.